# Huzhen, Guangdong
Huzhen (kinesiska: 湖镇) är en köping i sydöstra Kina. Den ligger i Boluo härad i staden Huizhou i provinsen Guangdong, omkring 91 kilometer öster om provinshuvudstaden Guangzhou. Antalet invånare är 56 551. Befolkningen består av 26 177 kvinnor och 30 374 män. Barn under 15 år utgör 17,0 %, vuxna 15-64 år 74 %, och äldre över 65 år 7,0 %.